# Castitas

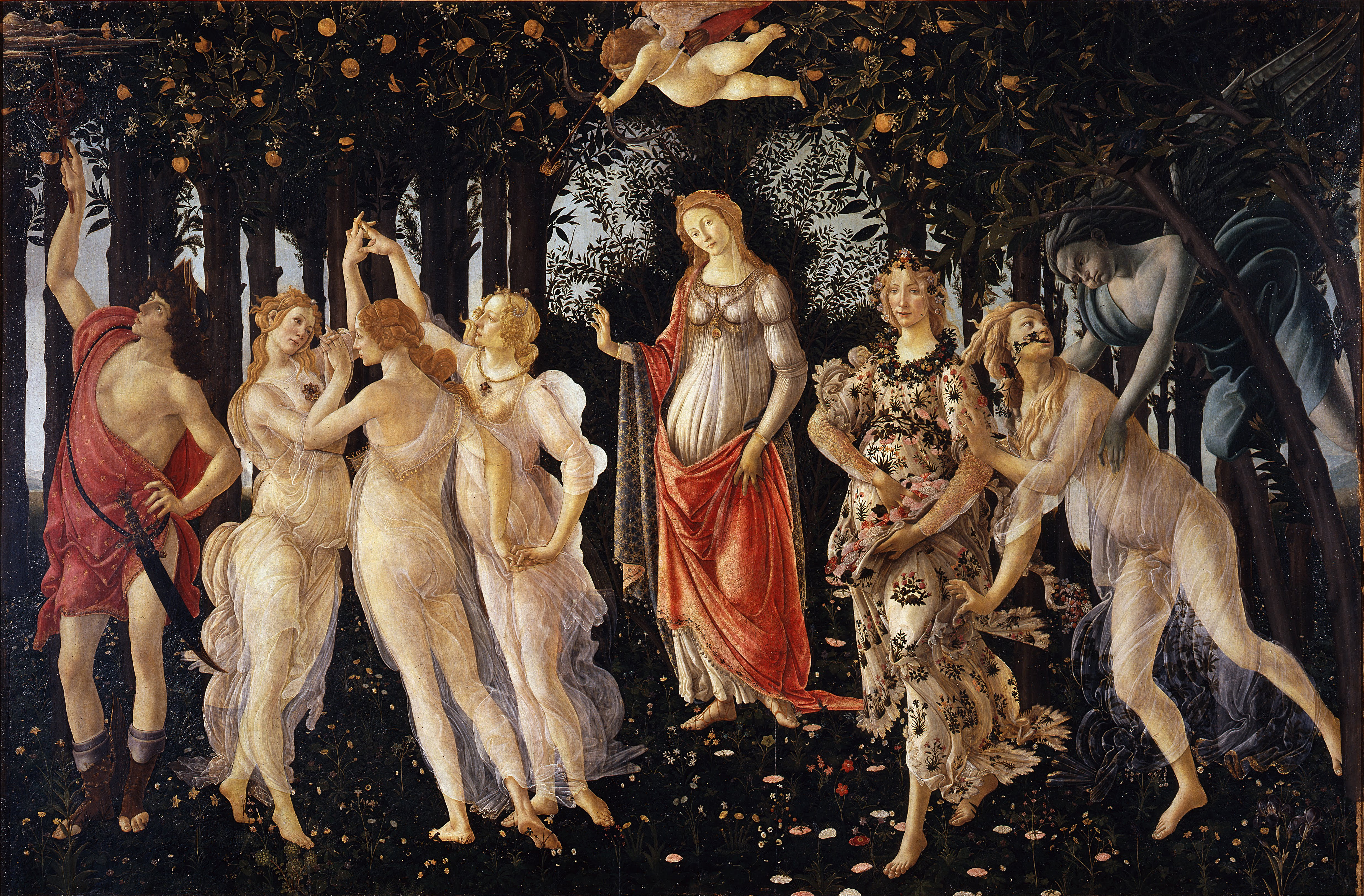
La primavera.

En la mitología romana, la Castitad (Castitas en latín) era el nombre de una de las tres Gracias. Están representadas en la pintura de Botticelli, La primavera.
En una medalla perteneciente al humanista Pico della Mirandola se pueden leer las identidades de las Gracias con nombres latinos parlantes: Castidad (Castitas), Belleza (Pulchritudo) y Deseo (Voluptas), sin duda adapatadas del filólogo renacentista Ficinio, en sus comentarios sobre El banquete platónico.